# 고창 분기점
고창 분기점(高敞分岐點, Gochang Junction, 고창JC)은 전북특별자치도 고창군 고수면 예지리와 남산리에 걸쳐 설치된 서해안고속도로와 고창담양고속도로가 만나는 분기점이자 고창담양고속도로의 기점이다.

## 연혁
- 2007년 12월 13일 : 고창담양고속도로 고창 ~ 장성 구간 개통에 따라 영업 개시[1]

## 구조물 정보
- 위치: 전북특별자치도 고창군 고수면 예지리, 남산리

## 접속하는 노선

### 목포・서울방면
- 서해안고속도로 (7번)

### 담양방면
- 고창담양고속도로 (1번)